# غاي طورغوت
غاي طورغوت (بالتركية: Gaye Turgut)‏، ولدت في 1 يونيو 1987، هي ممثلة رائدة في مجال المسرح التركي والسينما، برعت في تجسيد مجموعة مختلفة ومتنوعة من الأدوار السينمائية وشخصيات بارزة في العديد من المسلسلات. خريجة جامعة «باي كنت» للفنون الجميلة قسم التمثيل والإخراج.
بدأت مسيرتها الفنية في سن مبكرة حيث شاركت في فيلم «حب الوطن» (بالتركية: Sevgi Ana)‏ سنة 2000، عندما كان عمرها لا يتجاوز ثلاثة عشر عاماً. نجمة متألقة في الشاشة التلفزيونية التركية، ولها دور بارز في مسلسل «beni affet» أو «سامحيني» الشهير.

## فيلموغرافيا
| السنة         | الفيلم\مسلسل  | الدور      |
| ------------- | ------------- | ---------- |
| 2000          | Sevgi Ana     | -          |
| 2005          | Beşinci Boyut | -          |
| 2010          | Yahşi Cazibe  | -          |
| 2010          | Kanıt         |            |
| 2011 إلى الان | سامحيني       | منار كوزان |

## روابط خارجية
- غاي طورغوت على موقع IMDb (الإنجليزية)
- غاي طورغوت على موقع ألو سيني (الفرنسية)
- غاي طورغوت على موقع كينوبويسك (الروسية)